# Lucius Baebius Avitus
Lucius Baebius Avitus (vollständige Namensform Lucius Baebius Luci filius Galeria Avitus) war ein im 1. Jahrhundert n. Chr. lebender Angehöriger des römischen Ritterstandes (Eques), der in den Senatorenstand aufstieg. Durch eine Inschrift, die in Rom gefunden wurde und die auf 69/79 datiert ist, sind einzelne Stationen seiner Laufbahn bekannt.
Avitus war zunächst Praefectus fabrum. Darauf folgte sein einziges militärisches Kommando, als er Tribunus militum in der Legio X Gemina wurde, die zu diesem Zeitpunkt in Spanien stationiert war. Im Anschluss wurde er Procurator Augusti (procurator Imperatoris Caesaris Vespasiani Augusti) in der Provinz Lusitania; dieser Posten war mit einem Jahreseinkommen von 200.000 Sesterzen verbunden.
Der Grund für die schnelle Beförderung zum Procurator dürfte in den Wirren des Vierkaiserjahres liegen. Tacitus berichtet in den Historiae, dass die Legio X Gemina von Cluvius Rufus, dem Statthalter der Provinz Tarraconensis, in den Süden verlegt wurde, um die Meerenge von Gibraltar zu sichern, da der Statthalter der beiden mauretanischen Provinzen, Lucceius Albinus, drohte, nach Spanien überzusetzen. Nach der Niederlage des Vitellius stellte sich die X Gemina im Dezember 69 auf die Seite Vespasians. Bei diesen Ereignissen dürfte Avitus eine wichtige Rolle zugunsten Vespasians gespielt haben, so dass er zusätzlich zu dem Posten des Procurators noch eine weitere Anerkennung erhielt: er wurde im Range eines Praetors in den Senatorenstand aufgenommen (adlecto inter praetorios).
Avitus war in der Tribus Galeria eingeschrieben. Er stammte wahrscheinlich aus Saguntum in der Tarraconensis.